# Martin Senftleben
Martin Senftleben ist ein Rechtswissenschaftler deutscher Herkunft. Er ist seit 2007 Professor für Geistiges Eigentum an der Universität von Amsterdam. Besonders beschäftigt er sich dabei mit der inneren Konsistenz des Urheberrechts, Ansammlung und strategische Nutzung geistiger Eigentumsrechte, und der Balance zwischen exklusiven Rechten und deren Einschränkungen.
In neuester Zeit kam ein Fokus auf die Wirkung geistiger Eigentumsrechte auf die Produkte kollaborativer Online-Zusammenarbeit und die Rolle des internationalen Marken-Regimes für den Austausch kultureller Güter hinzu.
Vor seiner Professur an der Universität Amsterdam arbeitete Senftleben bei der Universität von Amsterdam, der WIPO, und dem Max-Planck-Institut für Geistiges Eigentum. Er studierte Rechtswissenschaften an der Universität Heidelberg und geistliche Musik an der Hochschule für Kirchenmusik Heidelberg. Er wurde von Thomas Dreier und Bernt Hugenholtz über den Dreistufentest für Ausnahmebestimmungen im internationalen Urheberrecht promoviert.
Er ist Chefredakteur der Tijdschrift voor AMI, seit 2008 Senior Consultant bei Bird & Bird, im Vorstand des Trademark Law Institutes in Amsterdam und Redakteur der Bijblad bij de Industriële Eigendom.

## Veröffentlichungen
- The Cultural Imperative in Intellectual Property Law, 2010
- Copyright, Limitations and the Three-Step Test – An Analysis of the Three-Step Test in International and EC Copyright Law, Den Haag/London/New York: Kluwer Law International 2004